# БМП-3
БМП-3 (Бойова машина піхоти-3) — радянська/російська бойова броньована гусенична машина, призначена для транспортування особового складу до переднього краю, підвищення його мобільності, озброєності і захищеності на полі бою в умовах застосування ядерної зброї та спільних дій з танками у бою.
Бойова машина розроблена курганським спеціальним конструкторським бюро машинобудування. Виготовляється на ВАТ «Курганмашзавод».

## Історія
У січні 1985 року у різних регіонах СРСР (Закавказзя, Середня Азія, середня смуга Росії та Крим) було розпочато державні випробування БМП-3, у яких було задіяно 4 машини. БМП показала високу ефективність бою на плаву та живучість.
У березні 1988 та травні 1989 року у Білоруському ВО були проведені польові випробування машин у складі мотострілецьких підрозділів, де БМП-3 показали високі бойові якості у порівнянні з БМП-1 та БМП-2.
Історія прийняття на озброєння БМП-3 розпочинається 9 травня 1990 року, коли 25 машин пройшли колоною на параді у Москві. Машина зацікавила спеціалістів з ОАЕ. У 1991 році після тривалих переговорів БМП-3 були відправлені на випробування до пустельних умов у ОАЕ. Випробування пройшли успішно в умовах піщаної бурі, високої температури та маршу пустелею. Після цього Еміратами було закуплено кількасот таких машин, продовжилась модернізація самої БМП та співробітництво з арабською країною.
Використання машини у ряді військових конфліктів виявило і певні її вади: понижену броньованість (хоч і суттєво збільшену порівняно з попередніми аналогами) та вразливість до кумулятивних боєприпасів. Низька броньованість пояснюється самою тактикою використання цієї машини, що розрахована на такі бойові дії, де дистанція між противником та БМП-3 становить 1-1,5 км. Відповідно при використанні у вуличних боях без належного прикриття сам процент втрат техніки значний. Тому 1995 року броня машини була модернізована, додано навісний динамічний захист. На відміну від попередніх моделей відсутній паливний бак (маршовий), що розташовувався у задній дверці.

## Опис конструкції

### Компонування
Екіпаж машини складається з трьох осіб: механік-водій, командир та навідник-оператор; десант може складати до 7 осіб. Механік-водій разом з двома бійцями десанту (які керують курсовими кулеметами) перебувають у передній частині машини. В серединній частині розташоване бойове відділення з баштою, де перебувають командир і навідник-оператор. У кормовій частині встановлений двигун, а між ним і бойовим відділенням розташовані місця для 5 піхотинців.
БМП-3 має нетипове для бойових машин піхоти компонування з розміщенням двигуна в кормі машини. Це суттєво ускладнює посадку й висадку десанту, оскільки бійці мають відчинити дві пари дверцят (горизонтальні й вертикальні), після чого перейти над двигуном до корми машини. Іншим недоліком цього компонування є відсутність додаткового захисту для десанту, що його надає двигун у машинах з переднім розташуванням двигуна. Ймовірно, таке рішення прийнято для розвантаження передньої частини машини.

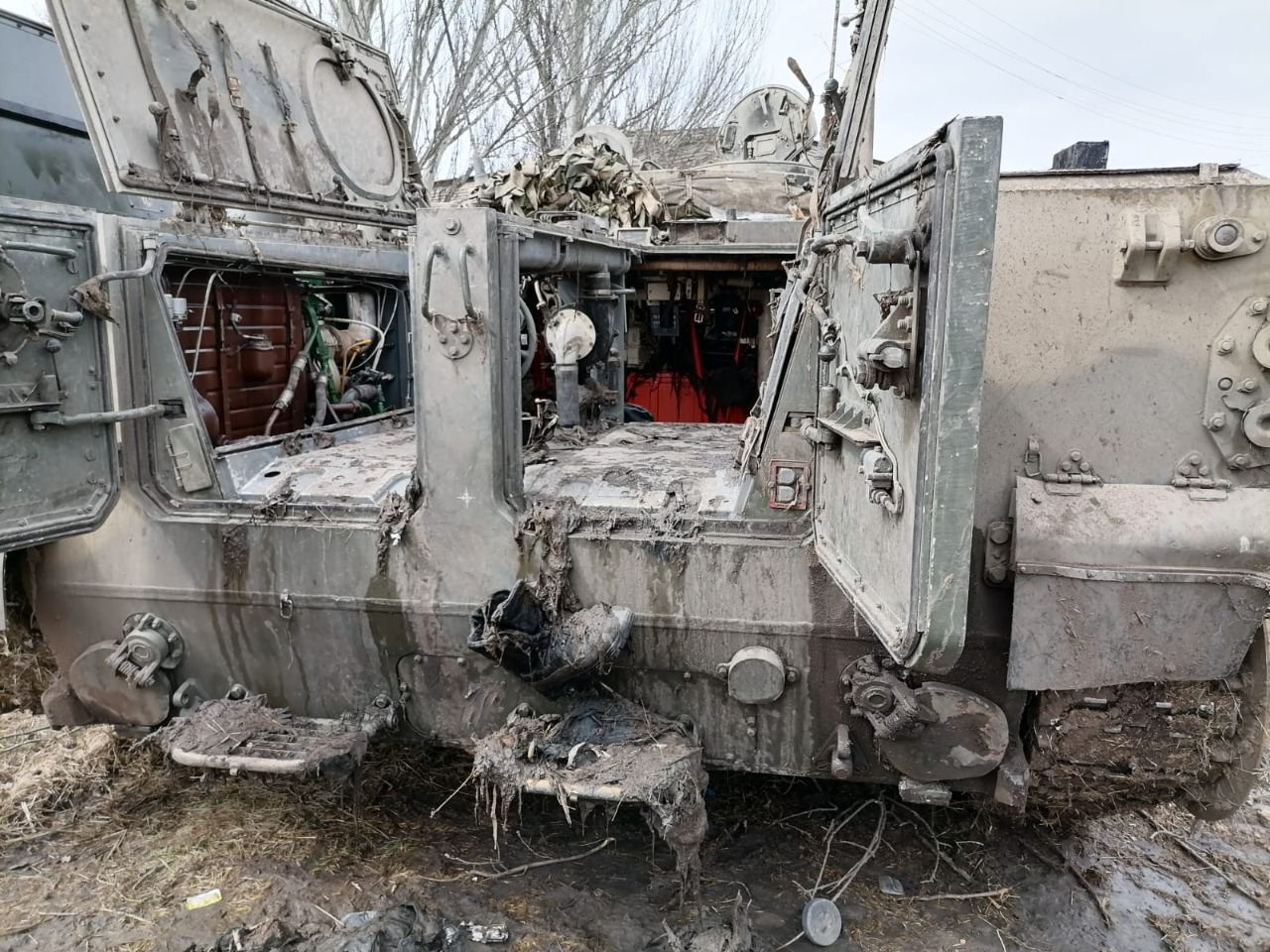
Вид на посадкові дверцята БМП-3 та дах силового відділення.

### Броньовий корпус і башта
БМП-3 має алюмінієвий броньований корпус та алюмінієву башту. Алюмінієва броня забезпечує захист від куль стрілецької зброї та осколків. За даними Московського машинобудівного заводу «Знамя», лобова броня витримує влучення 30-мм снарядів з відстані 200 м. Дах і борти витримують кулю Б-32 калібру 12,7 мм із відстані 100—200 метрів. Захисні функції виконують також сталевий хвилевідбивний щиток (на верхньому лобовому листі) та відкидний відвал обладнання для самоокопування (на нижньому лобовому листі).
За результатами бойових дій у Сирії російські військові визнали бронювання БМП-3 недостатнім і вимагали його посилити. У підсумку було прийнято рішення оснастити машини додатковими сталевими броньованими екранами та металевими ґратами для захисту від пострілів із РПГ. У 2019 році готувався до підписання контракт на постачання комплектів додаткової броні. За даними журналу The National Interest, перша партія модернізованих БМП-3М, що надійшла у війська у 2019 році, була позбавлена додаткового бронювання і систем активного захисту. Водночас Курганмашзавод повідомляв, що комплекти додаткового бронювання можуть бути встановлені на строєві машини, які вже перебувають у військах. Восени 2023 року було оголошено про різке прискорення виробництва комплектів додаткового захисту, що включають бронеекрани та металеві решітки. Виробництво цих комплектів зросло в 30 разів порівняно з 2022 роком. Стверджується, що вони встановлюються на всі нові БМП-3.
При встановлених модулях накладної броні, враховуючи модулі та динамічний захист, маса збільшується до 22,7 тонни, що не впливає на надійність ходової частини, але зменшує її ресурс. При десантуванні частковий захист забезпечує дах, що відкривається у вертикальне положення над проходом у задній частині двигуна. Паливні баки у передній частині виконують додаткову захисну функцію.

### Озброєння та прилади
На БМП-3 встановлено наступне озброєння:
- 100-мм гармата/пускова установка 2А70 масою 400 кг із технічною скорострільністю 10 пострілів за хвилину. Боєкомплект — 40 пострілів (22 в автоматі заряджання). Протитанкові ракети (ПТКР) 9К116-3, боєкомплект — 8 ракет (3 у механізмі заряджання).
- Автоматична 30-мм спарена гармата 2А72 зі скорострільністю 330 пострілів за хвилину. Боєкомплект — 300 осколково-фугасних та 200 бронебійно-трасуючих пострілів. Для досягнення прийнятної купності використовується рухлива муфта, що з'єднує стволи 2А70 та 2А72.
- Кулемети ПКТ 7,62×54: два курсові в корпусі, якими керують бійці по боках від механіка-водія (або дистанційно механіком-водієм у разі висадки екіпажу), та один спарений із гарматами в башті. Початкова швидкість кулі — 855 м/с, боєкомплект — 2000 набоїв для кожного кулемета.
- Стабілізатор — 2Е52-2.

Можлива стрільба на плаву. Ефективна дальність стрільби: 4 км для 100-мм гармати, до 3,5—6 км для ПТКР, 2 км для 30-мм гармати. Максимальна дальність стрільби снарядами 3УОФ19 та 3УОФ19-1 — 6,5 км.
Кути наведення гармат 2А70 і 2А72: за підвищенням −6°/+60°, за азимутом — 360°. Відстріляні гільзи автоматично викидаються. Система управління вогнем (СУВ) працює в автоматичному та ручному режимах, враховує велику кількість поправок для точної стрільби. Можлива стрільба по низько літаючих і завислих вертольотах із використанням СУВ.
За своїм озброєнням БМП-3 наближається до легкого танка, перевершуючи інші бойові машини піхоти. Однак це озброєння становить велику загрозу для десанту: через дуже велику кількість боєприпасів, що відкрито зберігаються під баштою, пробиття відносно тонкої броні може призвести до катастрофічної детонації.

### Мобільність
Дизельний двигун УТД-29 має низький профіль. Для виходу десанту, розташованого у середній частині корпусу, використовується спеціальний прохід над двигуном. БМП-3 плаває зі швидкістю 10 км/год, використовуючи водомети всередині корпусу. Машина здатна долати стінку висотою 0,7 м, підйом 30° і крен 25°. Натяг гусениць регулюється з місця механіка-водія.
Машина транспортується залізничним, автомобільним, повітряним і морським транспортом.
Для плавання потрібна мінімальна підготовка, є функція заднього ходу на воді та помпа для відкачування води. Усі шість опорних катків з кожного борту оснащені гідроамортизаторами.
БМП-3 вагою 18,7 тонн розвиває максимальну швидкість по шосе до 70 км/год, і до 10 км/год – на плаву. Запас ходу бойової машини по шосе на одній заправці – 600 км.

## Модифікації
- БМП-3К — бойова машина піхоти командирська, розроблена на базі БМП-3 і призначена для дій у складі підрозділу, управління боєм, зв'язку з іншими підрозділами і з вищестоящою ланкою управління. Основні тактико-технічні характеристики і озброєння аналогічні БМП-3. Машина оснащена навігаційною апаратурою, двома радіостанціями, приймачем, апаратурою внутрішнього зв'язку на сім абонентів, автономним генератором і радіолокаційним відповідачем. Радіостанція Р-173, дальність зв'язку до 40 км[13].
- БМП-3Ф — бойова машина морської піхоти, створена на базі БМП-3 і призначена для ведення бойових дій підрозділами морської піхоти, прикордонними та береговими військами в прибережній зоні, на узбережжі і при висадці морського десанту. Від БМП-3 відрізняється збільшеним запасом плавучості і стійкості машини, виключено обладнання для самообкопування, встановлені телескопічна повітрозабірна труба і полегшений водовідштовхуючий щиток, введені водовідштовхуючі щитки на башті. Має високу маневреність на плаву, може рухатися і вести стрільбу з необхідною точністю при хвилюванні води силою до 3 і 2 балів відповідно. При працюючому двигуні може перебувати у воді до 7 годин і пересуватися зі швидкістю до 10 км/год. Здатна виходити на берег в умовах прибійної хвилі і буксирувати однотипний виріб. На машині встановлено новий основний приціл «МОР» з вбудованим лазерним далекоміром і каналом управління ПТКР.
- БМП-3М — удосконалена модифікація БМП-3. Перевершує базову версію по рухливості та вогневій потужності завдяки установці нового турбованого двигуна УТД-32Т потужністю 660 к.с. і вдосконаленої системи управління вогнем, що дозволяє розпізнавати цілі і вести прицільну стрільбу на великих дальностях і швидкостях руху. Відрізняється підвищеною захищеністю за рахунок установки додаткових броньових екранів і комплексу активного захисту «Арена-Е», який забезпечує захист машини від керованих і некерованих протитанкових ракет і гранат супротивника. СУВ дозволяє автоматично розпізнавати супроводжувати і атакувати цілі в русі[14]. Дальність розпізнавання цілі типу танк становить 4500 м[15]. Встановлені бортові екрани захищають від ураження бронебійними кулями калібру 12,7 мм, а також знижують вплив кумулятивного струменя[16]. Десантування солдатів проводиться через кормовий люк, що ускладнено необхідністю переповзання десанту через двигун.
- БМП-3 з КОЕП «Штора-1» — забезпечує ефективний захист машини від ураження ПТКР з напівавтоматичними і автоматичними системами наведення. Його висока ефективність була підтверджена після виставки IDEX-2003 на полігоні Макатра. При стрільбі по ній різними ПТКР з дальності 3000 м жодна з ракет не досягнула цілі.
- БМП-3 з Динамічним захистом «Кактус» (4С24) — продемонстрована на виставці в Омську в 2001 році. Блоки ДЗ розташовані на бортових і лобових частинах корпусу та башти спільно з гумотканинними і ґратчастими екранами. Додатковий захист значно підвищує живучість БМП в умовах застосування легких протитанкових засобів з кумулятивними бойовими частинами. Комплекс озброєння, система управління вогнем, внутрішнє компонування, МТО аналогічні базовому зразку. У зв'язку із збільшенням маси БМП не може плавати. При демонтажі додаткового захисту ця здатність повертається, так як водометні двигуни збереглися. Машина має великі габарити по ширині (до 3,97 м) і довжині корпусу (до 7,16 м).
- БМП-3 з бойовим модулем «Бахча-У» — відрізняється сучасною системою управління вогнем і єдиним механізмом заряджання нового боєкомплекту керованих і некерованих 100-мм пострілів. Керована ракета 9М117М1 «Аркан» забезпечує ураження сучасних танків з динамічним захистом на дальності до 5500 м. Постріл ЗУБК23-3 з ПТКР має масу 21,5 кг і довжину 1185 мм. Новий 100-мм осколково-фугасний постріл ЗУОФ19 має дальність стрільби 7000 м і порівняно зі штатним снарядом його ефективність і розсіювання в 2,5-3 і 2 рази краще відповідно. Застосування нового 30-мм бронебійно-підкаліберного снаряда «Кернер» суттєво підвищує ефективність стрільби по легкоброньованим цілям.
- БМП-3 зразка 2015 року — БМП-3 із встановленням протикумулятивних решіток, нової СУВ з прицілом «Содема».
- БМП-3 зразка 2017 року — БМП-3 із встановленням прицілу «Содема» та нічним приладом спостереження командира ТКН-АІ.
- БМП-3 зразка 2021 року — БМП-3 із встановленням бойового модуля «Бережок».
- Б-19 — БМП-3 з бойовим модулем «Епоха».

## Машини на базі БМП-3

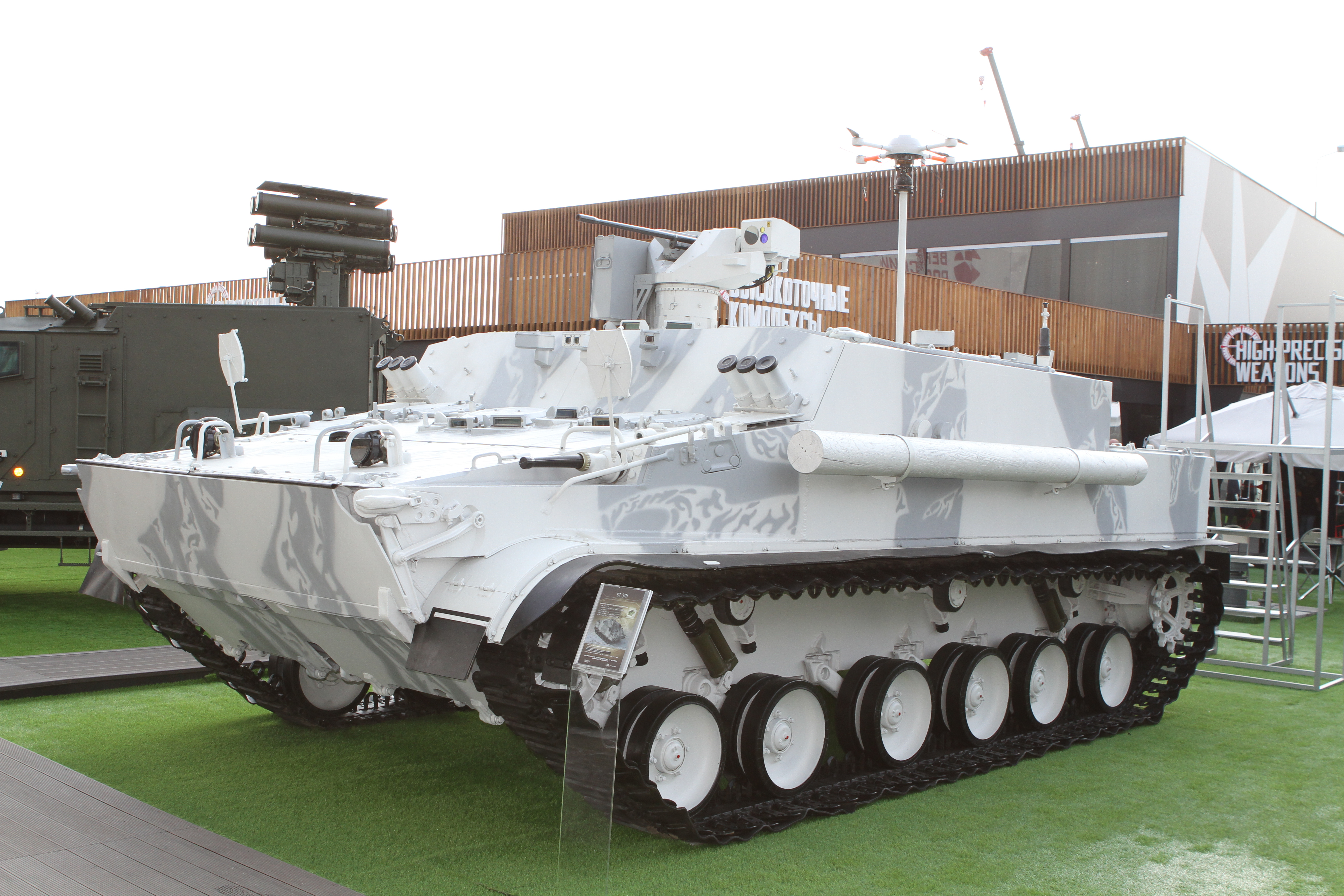
Бронетранспортер БТ-3Ф на МВТФ «Армія-2021»

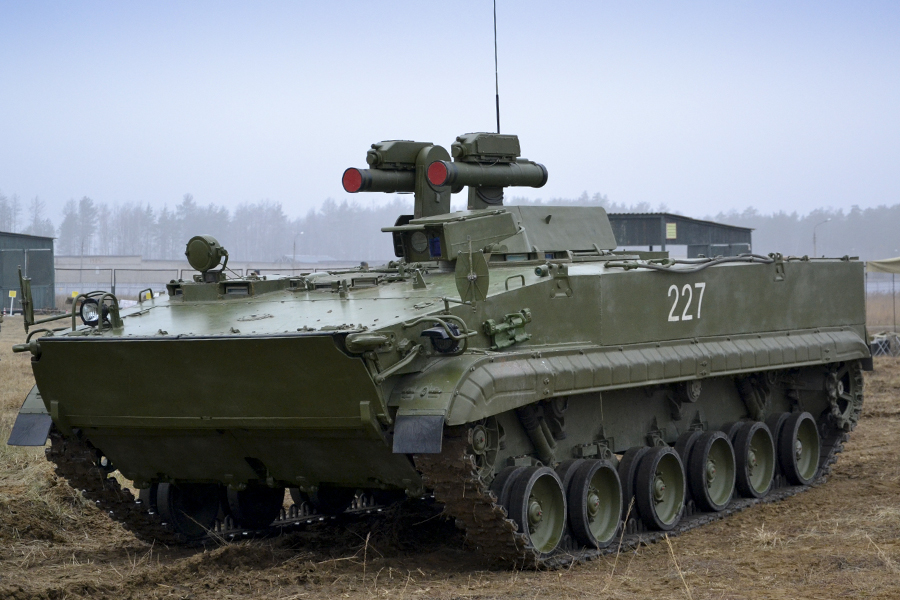
Корнет-Т у 1000-му навчальному центрі бойового застосування ракетних військ та артилерії Сухопутних військ (м. Коломна). 6 листопада 2014 року

- БРМ-3К «Рись» — бойова розвідувальна машина. Машина оснащена системою виявлення цілей та передачі даних командуванню частини, навігаційною системою 1Г50 з новим гірокомпасом, засобами зв'язку (Р-163-50У, Р-163-50К, Р-163-У, дальність передачі даних до 100-350 км). Прийнята на озброєння у 1995 р., близька до БМП-3 за мобільністю та захищеністю. Маса — 19,6 т, екіпаж — 6 осіб.
- БТ-3Ф — бронетранспортер для морської піхоти.
- БРЕМ-Л — броньована ремонтно-евакуаційна машина на базі бойової машини піхоти, з крановою стрілою та тяговою лебідкою.
- 2С17-2 «Нона-СВ» — проект батальйонної 120-мм САУ на базі БМП-3 із зміненою та подовженою баштою та гарматою 2А51, яке присутнє на 2С9. Екіпаж машини виріс до чотирьох людей. На машині стоїть шість 81-мм димових гранатометів 902В «Туча».
- 2С18 «Пат-С» — радянська експериментальна 152-мм полкова самохідна гаубиця.
- 2С31 «Вєна» — російська 120-мм самохідна артилерійська гармата на шасі БМП-3.
- Об'єкт 699 —  універсальне гусеничне шасі.
- УР-93 — установка розмінування на базі БМП-3. Вперше продемонстрована у 2007 році у Нижньому Тагілі на виставці RDE-2007.
- УР-07 — установка розмінування на базі БМП-3.
- 9П157-2 — бойова машина протитанкового ракетного комплексу «Хризантема-С».
- 9П157-4 — машина управління батареєю протитанкового ракетного комплексу «Хризантема-С».
- 9П161 — шасі самохідного ПТРК 9К128 «Корнет-С» на шасі БМП-3 з двома ПУ, кожна з 1 напрямною та автоматом заряджання.
- 9П162 — шасі самохідного ПТРК 9К128-1 «Корнет-Т» на шасі БМП-3 з двома ПУ, кожна з 1 напрямною та автоматом заряджання.
- АДЗМ «Восторг-2» — авіатранспортабельна дорожньо-землерійна машина на базі БМП-3.
- ТКБ-841 — російська дослідна зенітна самохідна установка зі складу зенітного ракетно-артилерійського комплексу 30Ю6 «Панцир-С1-О»
- 2С38 «Деривация-ПВО» — російський перспективний самохідний зенітний-артилерійський комплекс з 57-мм автоматичною гарматою. Бойова машина 2С38 виконана на базі БМП-3

## Бойове застосування

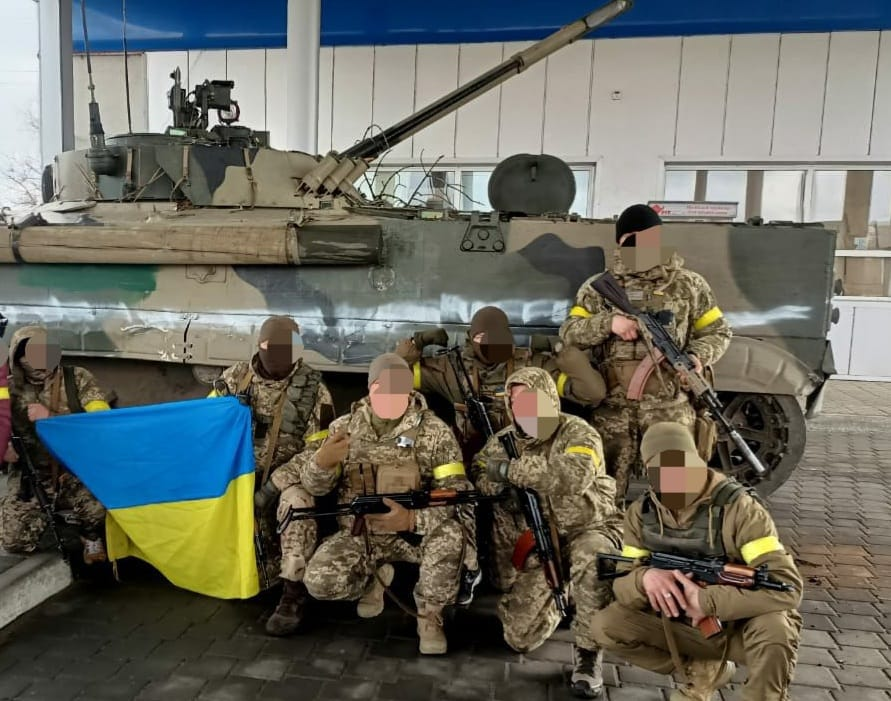
Російська БМП-3 захоплена окремою мотопіхотною бригадою імені Якова Гандзюка, березень 2022 року

### Перша російсько-чеченська війна
Застосовувалися російськими збройними силами під час Першої російсько-чеченської війни. 2 січня 1995 року при мінометному обстрілі в Грозному стався вибух складу боєприпасів, який майже повністю знищив колону мотострілецького батальйону 74-ї окремої мотострілецької бригади на БМП-3, що стояла поблизу. Через брак танків машини використовувалися замість танків в групуванні Рохліна.

### Російсько-українська війна
На основі відкритих даних відомо, що в липні 2022 року під час боїв на Ізюмському напрямку бійці Збройних Сил України взяли як трофей БМП-3 армії РФ.
Всього станом на кінець липня 2022 року за даними порталу Oryx, за 5 місяців війни українські захисники захопили як трофеї 40 одиниць БМП-3.
25 травня 2024 року українські військові знищили російську бойову машину піхоти БМП-3, що була оснащена комплектом динамічного захисту «Кактус».
Станом на 11 липня 2025 року редактори Oryx Blog знайшли фото чи відео підтвердження безповоротної втрати російськими військами 644 бойових машини піхоти сімейства БМП-3. Ще 72 машини було покинуто російськими військовими (поточний стан покинутих машин невідомий).
| Модель             | Знищено | Захоплено | Всього |
| ------------------ | ------- | --------- | ------ |
| БМП-3              | 339     | 54        | 394    |
| БМП-3 зр. 2020     | 30      | 13        | 43     |
| БМП-3 688А-сб6-2КП | 205     | 1         | 206    |
| БМП-3 4С24         | 2       | 0         | 2      |
| Всього             | 576     | 68        | 644    |

## Оператори

### Поточні

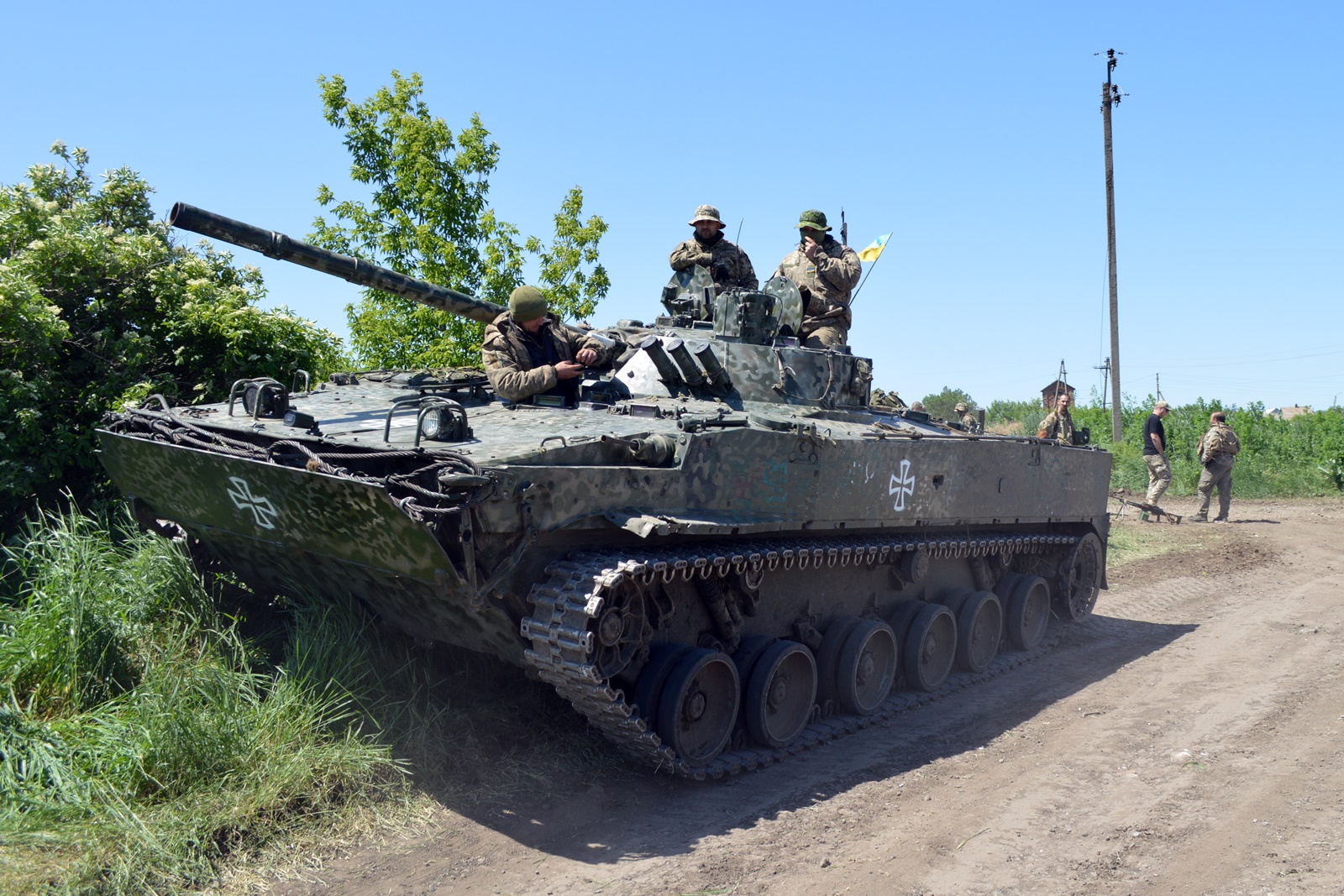
Трофейна російська БПМ-3 на озброєнні штурмового підрозділу 56-ї окремої мотопіхотної бригади ЗСУ, червень 2023 року

- Азербайджан — 46 одиниць БМП-3 на озброєнні, станом на 2025 рік[21]. Всього замовлено понад 100 одиниць[22].
- Венесуела — 123 одиниці БМП-3 та її модифікації на озброєнні, станом на 2025 рік[23].
- Індонезія — 54 одиниці БМП-3Ф на озброєнні, станом на 2025 рік[24].
- Ірак — близько 90 одиниць БМП-3М на озброєнні, станом на 2025 рік[25]. Контракт на 500 одиниць[26]. В серпні 2018 року перші машини стали надходити до країни[27].
- Кіпр — 43 одиниці БМП-3 на озброєнні, станом на 2025 рік[28]. Контракт на постачання укладений в 1995 році, машини були поставлені у 1995—1996 роки. Сукупна вартість контракту становить $68 млн[29]. 23 БМП-3 було поставлено на початку 2018 року.
- Кувейт — 122 одиниці БМП-3 та 103 БМП-3М на озброєнні, станом на 2025 рік[30]. За іншими даними близько 142 машин були придабні в 1994 році, постачання відбувалось протягом 1995—1997 років, іще 25 одиниць БМП-3 поставлені в 2010 році[29].
- ОАЕ:
  - Президентська гвардія ОАЕ — 250 одиниць БМП-3 на озброєнні, станом на 2025 рік[31].
- Росія
  - Сухопутні війська РФ — 650 одиниць БМП-3/3М на озброєнні, станом на 2025 рік[32].
  - Берегові війська ВМФ РФ — 40 одиниць БМП-3Ф на озброєнні, станом на 2025 рік[33].
- Туркменістан — 4 одиниці БМП-3 на озброєнні, станом на 2024 рік[34].
- Україна — 60 одиниць БМП-3 на озброєнні, станом на 2025 рік[35]. 5-8 машин перших випусків були на території України після розпаду СРСР[8]. Понад 60 захоплених російських БМП-3 поставлені на озброєння ЗСУ під час російського вторгнення станом на березень 2023[36]. 
  - Сухопутні війська України — 60 одиниць БМП-3 на озброєнні, станом на 2025 рік[35].
  - Морська піхота України — невідома кількість БМП-3 на озброєнні, станом на 2024 рік[37].

### Статус невідомий
- Республіка Корея — 40 одиниць БМП-3 на озброєнні, станом на 2025 рік[38]. За іншими даними близько 30 машин передано в рахунок погашення державного боргу СРСР в 1995 році, постачання відбувалось у 1996—1998 роки; іще близько 37 машин передано за угодою 2002 року протягом 2005—2006 років[29]. В 2023 році розпочата процедура зняття з озброєння БМП-3, поступово замінюються на БМП K21. БМП-3 разом з Т-80У використовуються як мішені під час навчань корейської армії[39].
- Шрі-Ланка — 45 БМП-3, станом на 2007 рік[40][41][42]

### Росія
29 квітня 2019 року було укладено дворічний контракт між Міністерством оборони РФ та ПАТ «Курганмашзавоод». Контракт передбачав поставку 168 бойових машин піхоти БМП-3 (у специфікації 688В-СБ6-2) вартістю 14 мільярдів рублів.
Імовірно, БМП-3, виготовлені за цим контрактом, отримали у 2021 році 70-й гвардійський мотострілецький полк (Шалі, Чечня) 42-ї гвардійської мотострілецької дивізії 58-ї загальновійськової армії Південного військового округу, 7-й окремий гвардійський мотострілецький полк (Калінінград) 11-го армійського корпусу Балтійського флоту, та частини 4-ї гвардійської танкової Кантемирівської дивізії (Наро-Фомінськ, Московська область) 1-ї гвардійської танкової армії Західного військового округу.
В січні 2022 року Міністерство оборони Росії отримало завершальну партію бойових машин піхоти БМП-3 у рамках цього дворічного контракту.

## Галерея

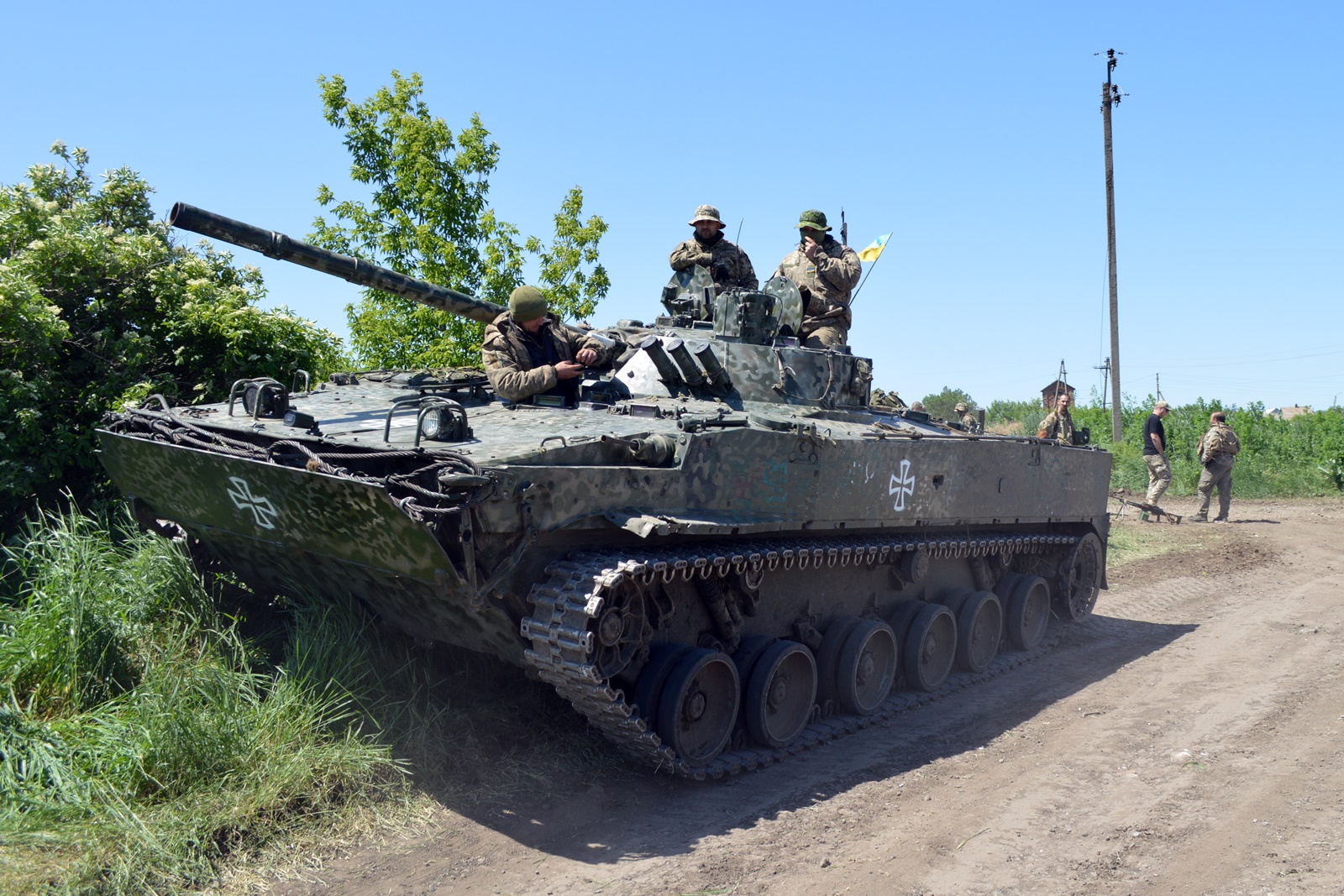
Трофейна російська БПМ-3 на озброєнні штурмового підрозділу 56-ї окремої мотопіхотної бригади ЗСУ, червень 2023 року.
БМП-3 ЗС Кувейту, 2011 рік.
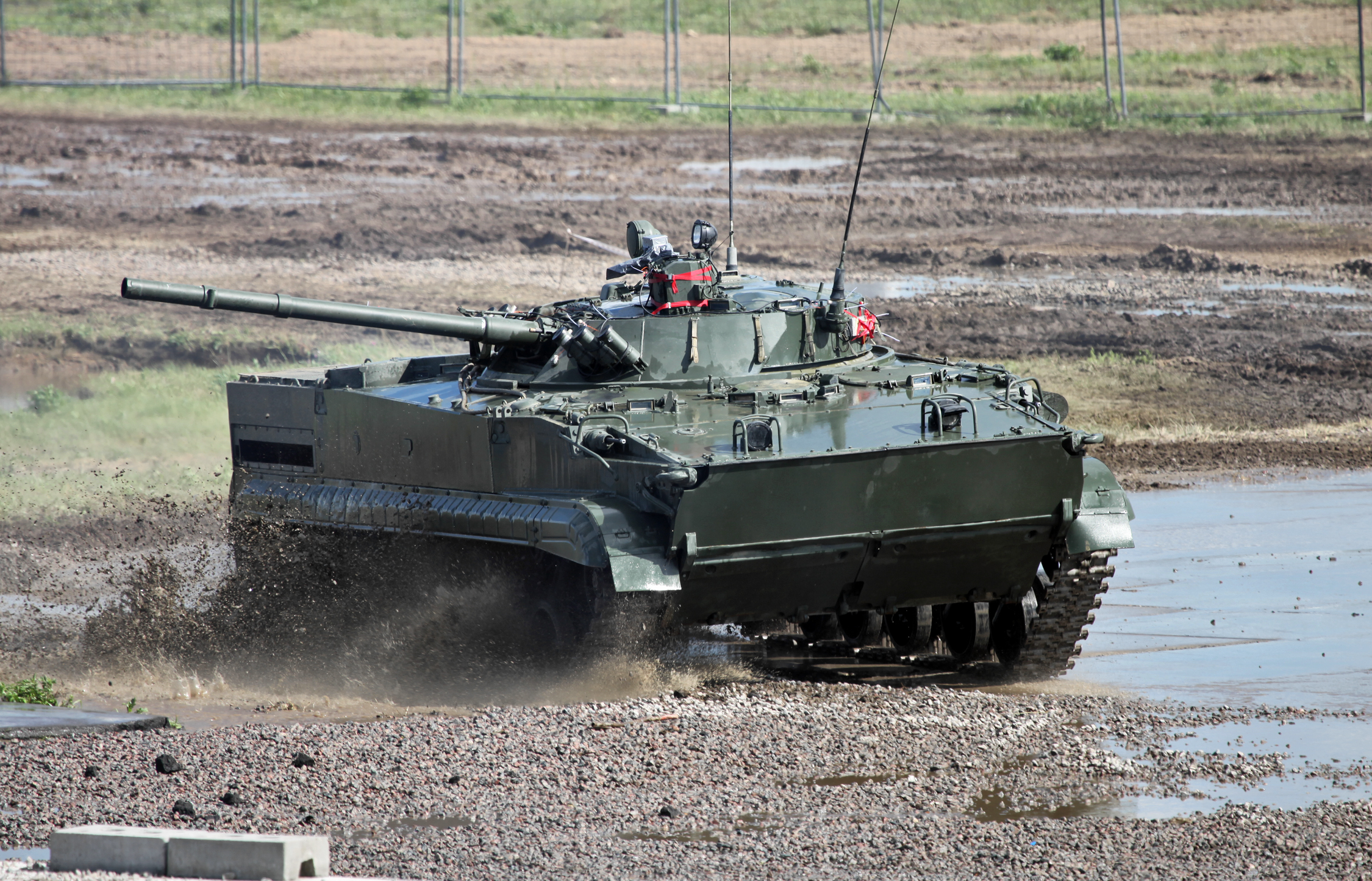
Російський БМП-3 на міжнародному форумі «Технології в машинобудуванні», 2012 рік.
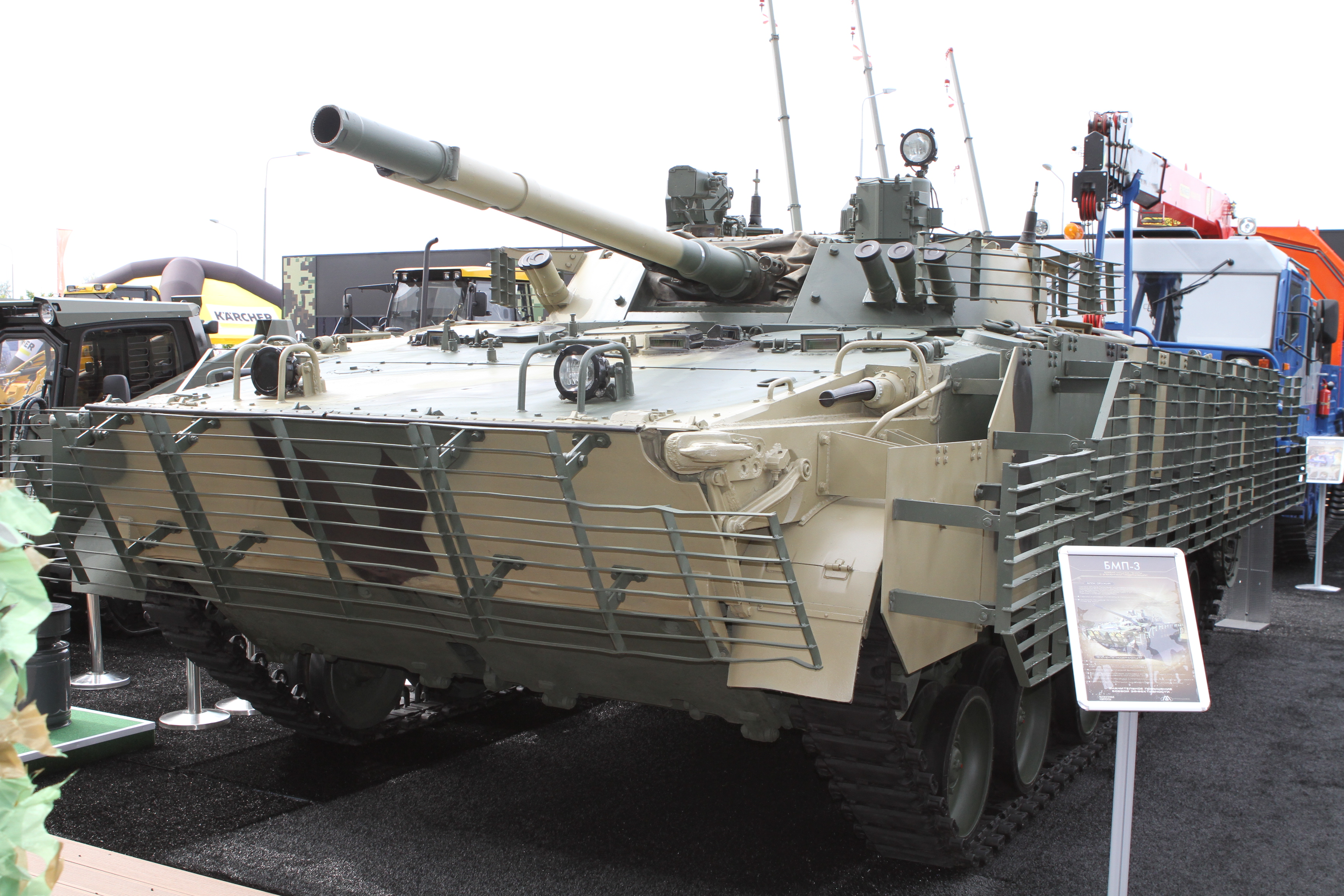
БМП-3 з модулем Бахча-У та додатковим навісним бронюванням на форумі «Армія-2020».
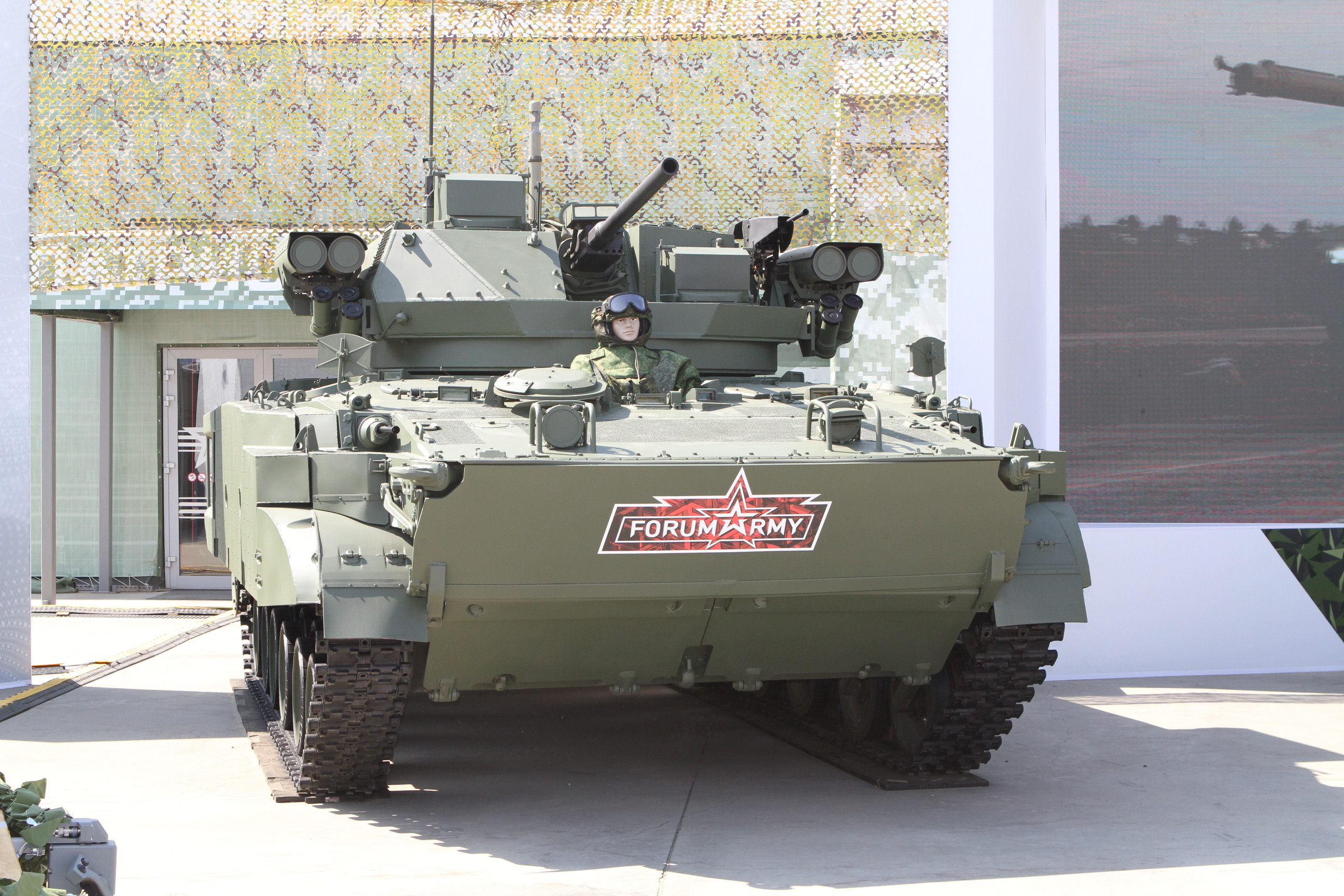
Б-19 із модулем «Епоха» на форумі «Армія-2022».
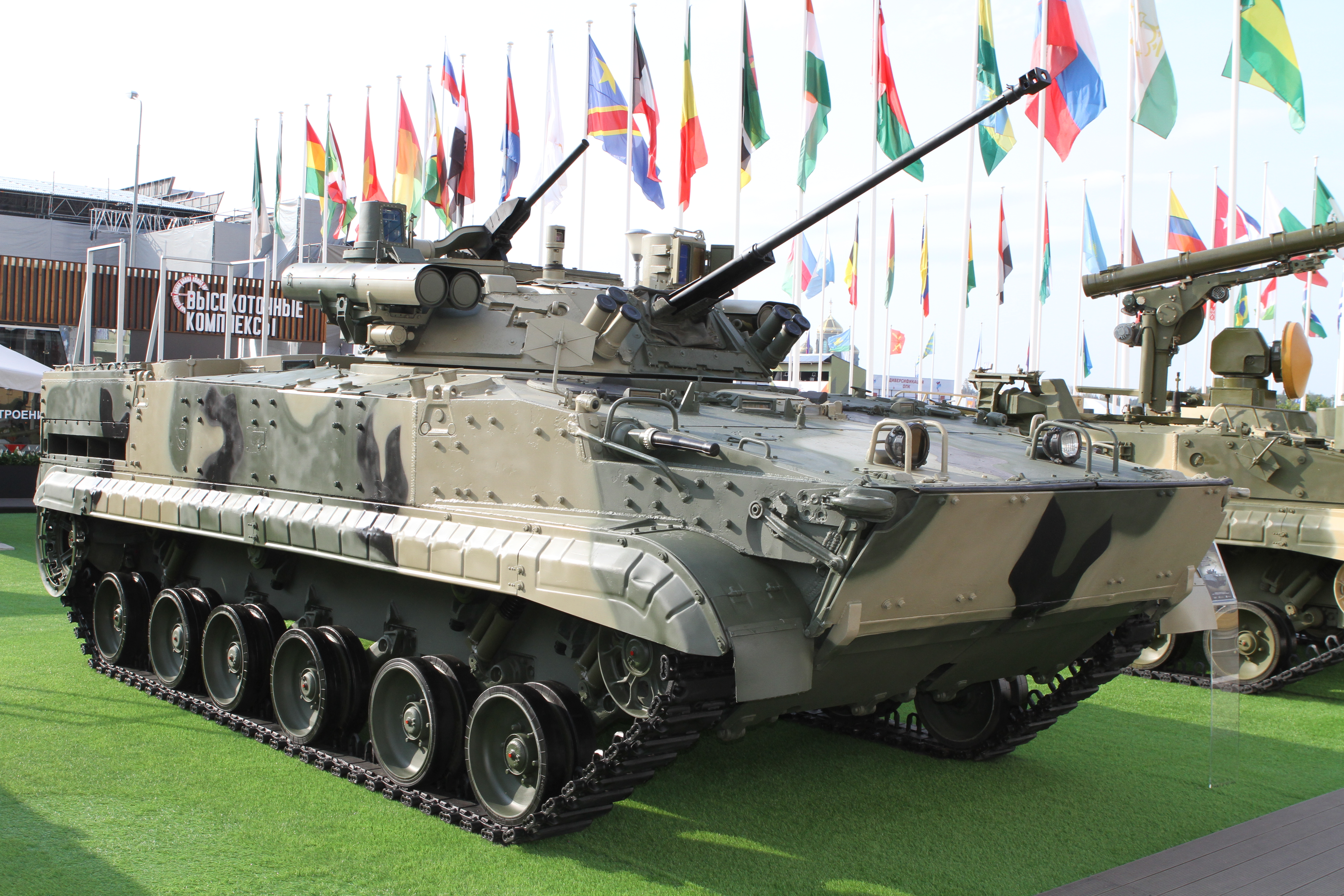
БМП-3 з модулем Б05Я01 «Бережок».
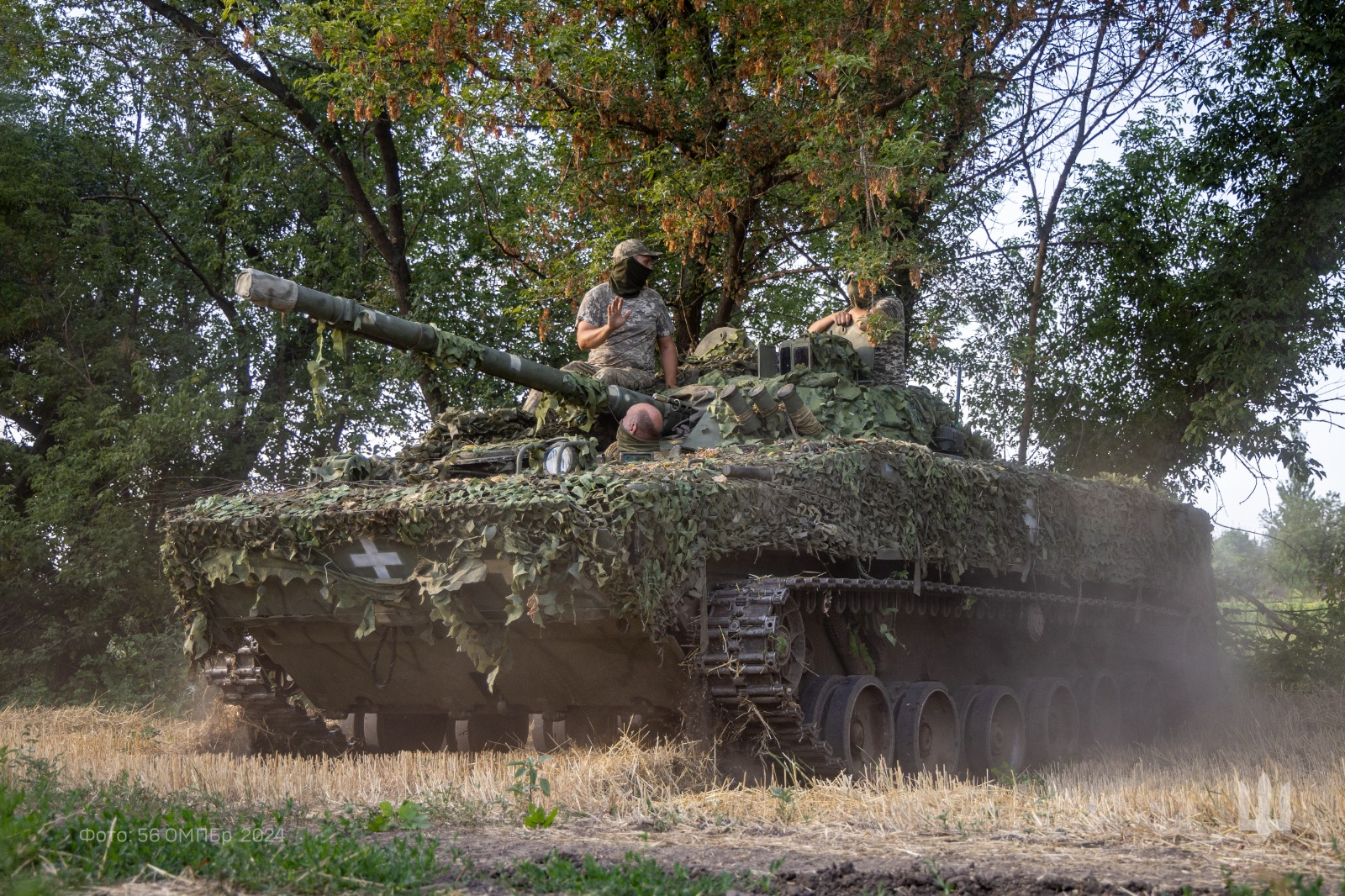
Трофейна російська БПМ-3 на озброєнні ЗСУ, липень 2024 року

## Відео
- БМП-3 — королева пехоты
- Военное дело — БМП-3